# Sarsia occulta
Sarsia occulta is een hydroïdpoliep uit de familie Corynidae. De poliep komt uit het geslacht Sarsia. Sarsia occulta werd in 1978 voor het eerst wetenschappelijk beschreven door Edwards. 